# Enrico Manfredini
Enrico Manfredini (Suzzara, 20 januari 1922 – Bologna, 16 december 1983), was een Italiaanse geestelijke en aartsbisschop van de Katholieke Kerk.
Manfredini studeerde aan de theologische faculteit van Venegono samen met Giacomo Biffi en Luigi Giussani en werd op 26 mei 1945 in Milaan tot priester gewijd. Hij zou bijna vijfentwintig jaar als priester werkzaam zijn in het Aartsbisdom Milaan. Hij werd eerst kapelaan in Monza en vervolgens professor aan het seminarie van Porlezza. In 1960 benoemde aartsbisschop Giovanni Battista kardinaal Montini hem tot leider van de Katholieke Actie in Milaan. Tussen 1963 en 1966 was hij proost van de basiliek van San Vittore in Varese.
Op 4 oktober 1969 werd hij door Montini, inmiddels paus Paulus VI, benoemd tot bisschop van Piacenza. Hij werd precies een maand later door Giovanni kardinaal Colombo, aartsbisschop van Milaan, gewijd. Op 18 maart 1983 benoemde paus Johannes Paulus II hem tot aartsbisschop van Bologna, als opvolger van Antonia kardinaal Poma, die even daarvoor met emeritaat was gegaan. Manfredini zou vrijwel zeker tot kardinaal gecreëerd zijn, ware het niet dat hij, nauwelijks acht maanden na zijn benoeming in Bologna, aan een hartstilstand overleed.
In Bologna werd het cultureel centrum Centro Manfredini naar hem genoemd.